# 黎文節
黎文达（1939年7月13日—2025年6月2日），越南男子乒乓球运动员。他曾获得1959年世界乒乓球锦标赛男子团体季军。他也参加了1958年和1962年亚洲运动会。